# Jouy
Jouy é uma comuna francesa na região administrativa de Borgonha-Franco-Condado, no departamento de Yonne. Estende-se por uma área de 17,45 km². Em 2010 a comuna tinha 529 habitantes (densidade: 30,3 hab./km²).